# Eleição municipal de Porto Alegre em 1985
A eleição municipal de Porto Alegre em 1985 ocorreu em 15 de novembro, como parte das eleições em 201 municípios em 23 estados brasileiros e nos territórios federais do Amapá e Roraima. Foi a primeira eleição da Nova República e a primeira onde os porto-alegrenses escolheram seu prefeito pelo voto direto desde Sereno Chaise em 1963. No presente caso, foram eleitos o prefeito Alceu Collares e o vice-prefeito Glênio Peres.
Nascido em Bagé, o advogado Alceu Collares formou-se em 1958 na Universidade Federal do Rio Grande do Sul, mas antes foi quitandeiro, jornaleiro, carregador e depois carteiro na Empresa Brasileira de Correios e Telégrafos, presidindo a União dos Servidores Postais Telegráficos. Eleito vereador em Porto Alegre pelo PTB em 1963, transferiu-se para o MDB quando o Regime Militar de 1964 outorgou o bipartidarismo através do Ato Institucional Número Cinco e por esta legenda figurou como suplente de deputado federal em 1966, renovou o mandato de vereador em 1968 e foi eleito deputado federal em 1970, 1974 e 1978. Quando o presidente João Figueiredo restaurou o pluripartidarismo em 1980, Alceu Collares integrou a bancada original do PTB, mas quando o Tribunal Superior Eleitoral entregou a legenda para Ivete Vargas, seguiu para o PDT sob a liderança de Leonel Brizola. Derrotado na eleição para o governo do Rio Grande do Sul em 1982, elegeu-se prefeito de Porto Alegre em 1985.
Nascido em Lavras do Sul, o jornalista Glênio Peres trabalhou nos extintos Diário de Notícias e O Estado do Rio Grande, além de colaborar com O Pasquim e a revista Cadernos do Terceiro Mundo, cobrindo a deposição de Juan Domingo Peron, o julgamento de Régis Debray e a morte de Che Guevara, entre outros eventos. Eleito vereador pelo MDB de Porto Alegre em 1964, 1968, 1972 e 1976, sendo cassado no início deste mandato pelo presidente Ernesto Geisel com base no Ato Institucional Número Cinco  Recuperou os direitos políticos com a Lei da Anistia, sancionada pelo presidente João Figueiredo, em 1979. Filiado ao PDT, candidatou-se a deputado federal em 1982, ficando na terceira suplência. Eleito vice-prefeito de Porto Alegre em 1985, faleceu no exercício do mandato, em 27 de fevereiro de 1988, vítima de câncer.

## Resultados da eleição para prefeito
Foram apurados 564.461 votos válidos (93,62%), 16.062 votos em branco (2,66%) e 22.412 votos nulos (3,72%) totalizando 602.935 eleitores.
| Candidatos a prefeito de Porto Alegre | Candidatos a vice-prefeito | Número | Coligação                                   | Votação | Percentual |
| ------------------------------------- | -------------------------- | ------ | ------------------------------------------- | ------- | ---------- |
| Alceu Collares PDT                    | Glênio Peres PDT           | 12     | PDT (sem coligação)                         | 257.549 | 45,63%     |
| Carrion Júnior PMDB                   | José Fogaça PMDB           | 15     | Aliança Democrática (PMDB, PFL, PCB, PCdoB) | 173.198 | 30,68%     |
| Raul Pont PT                          | Clóvis Ilgenfritz PT       | 13     | PT (sem coligação)                          | 68.429  | 12,12%     |
| Victor Faccioni PDS                   | Reginaldo Pujol PDS        | 11     | PDS (sem coligação)                         | 57.751  | 10,23%     |
| Jorge Krieger de Mello PTB            | Antônio Carlos da Rosa PTB | 14     | PTB (sem coligação)                         | 7.534   | 1,34%      |
| Fontes:                               |                            |        |                                             |         |            |